# Черюмче
Черюмче (рос. Чёрюмче) — село Верхоянського улусу, Республіки Саха Росії. Входить до складу Черюмчинського наслегу.
Населення — 206 осіб (2002 рік).
Село розташоване за 108 кілометрів від адміністративного центру улусу — міста Верхоянська.